# علي مامادوف
علي مامادوف (بالأذرية: Əli Hüseyn oğlu Məmmədov)‏ هو عسكري أذربيجاني، ولد في 12 أغسطس 1955 في نخجوان في أذربيجان، وتوفي في 1 أكتوبر 1992 في مقاطعة لاتشين في أذربيجان.